# Vittorio Bardini
Vittorio Bardini (Sovicille, 15 settembre 1903 – Siena, 30 maggio 1985) è stato un politico e partigiano italiano.

## Biografia
Nato nel 1903 a Sovicille in provincia di Siena, Vittorio Bardini entrò a far parte del Circolo giovanile socialista nel 1919, a soli sedici anni. Fra i fondatori del Partito comunista senese, nel 1921 fu arrestato per la prima volta a seguito degli scontri fra militanti comunisti e fascisti durante l'assalto di questi ultimi alla Casa del popolo di Siena. Nel giugno 1922, Bardini divenne segretario della Federazione giovanile dei comunisti di Siena e nel 1925 segretario della Federazione provinciale comunista di Siena.
Nel 1927 egli fu arrestato, processato e condannato dal Tribunale speciale per la difesa dello Stato ad otto anni di reclusione per attività comunista. Amnistiato nel 1932, operò in semiclandestinità e fu di nuovo arrestato e recluso per due mesi nel 1934. L'anno successivo Bardini espatriò prima in Svizzera, poi in Francia; di qui andò a Mosca, dove frequentò i corsi della scuola leninista. Nel novembre 1936, egli si trasferì in Spagna, dove combatté col grado di tenente di artiglieria presso la XII Brigata Internazionale, Batteria "Gramsci" fino al febbraio 1939. Qui ferito, venne internato in Francia. Nel 1941 fu estradato in Italia e condannato a un anno di reclusione per avere combattuto in Spagna; l'anno successivo fu condannato a 5 anni di confino e trasferito nell'isola di Ponza. Rilasciato dopo il 25 luglio 1943, Bardini riprese l'attività politica a Siena. Dopo l'8 settembre, egli si trasferì a Firenze e divenne responsabile militare del PCI fiorentino. A Milano divenne responsabile militare del Partito per la Lombardia e comandante dei Gruppi di azione patriottica - GAP milanesi, ma fu arrestato il 14 febbraio 1944, deportato al Campo di concentramento di Mauthausen e condannato a morte. Partigiano, durante la Resistenza capo della Brigata Garibaldi di Milano.
Rientrato in Italia dopo la fine della guerra, nel giugno 1945 Bardini divenne segretario della Federazione provinciale del PCI di Siena, entrò a far parte del Comitato centrale del PCI, rimanendovi fino al 1962 (dal X al XII congresso fu membro del Comitato centrale di controllo). Fu molto amico di Palmiro Togliatti e della di lui moglie Nilde Iotti.
Sposato con Arduina, vedova di un amico partigiano caduto in guerra, nel 1946, Bardini fu eletto all'Assemblea Costituente e nel Consiglio comunale di Siena. Nel 1948 divenne senatore, venendo eletto deputato nel 1958 e nel 1963. Dal 1948 al 1957 egli fu segretario della Federazione regionale toscana del PCI, nel 1951 fu eletto nel Consiglio comunale di Firenze, dove risiedette fino al 1957; negli anni settanta fu consigliere comunale a Siena. Nel 1975 gli venne attribuita, come riconoscimento civico, la medaglia d'oro dal "Concistoro del Monte del Mangia".
Morì nel 1985. A lui è dedicato un mezzobusto e una sala all'interno del Comune di Siena. Suo fratello Giovanni Bardini è stato sindacalista della STEFER a Roma.

## Opere
Tra i suoi scritti si ricordano:
- In difesa dell'industria italiana e contro la repressione fascista nelle fabbriche. Discorso pronunciato al Senato della Repubblica nella seduta del 28 ottobre 1952 sul bilancio del Ministero dell'industria, Roma 1952
- Per l'avvenire e la rinascita della Provincia di Siena. Discorso pronunciato in apertura della campagna elettorale in Siena il 26 aprile 1953, Siena [1953]
- Contro il governo dei monopoli per una politica economica di pace e di lavoro. Discorso pronunciato alla Camera dei deputati nella seduta del 22 giugno 1954, [Roma 1954]
- Per rimuovere le vecchie strutture economico-sociali nelle campagne: contro la politica agraria del governo e della Confindustria. Discorso pronunciato alla Camera dei deputati nella seduta del 14 ottobre 1955, Roma 1955
- Per una giusta causa nei patti agrari senza compromessi, per il buon diritto dei contadini, per lo sviluppo dell'economia agricola. Discorso pronunciato alla Camera dei deputati nella seduta del 16 agosto 1957, [Roma 1957]
- Storia di un comunista, con prefazione di Gian Carlo Pajetta, Rimini-Firenze 1977.

## Archivio
Il fondo Bardini Vittorio è stato donato dagli eredi dopo il 1988 all'Archivio Storico del Movimento Operaio Democratico Senese (ASMOS), appena fondato. Il fondo, ordinato secondo criteri essenzialmente cronologici e non ripartito per tipologia documentaria, è dotato di inventario sommario a stampa.